# 점묘법

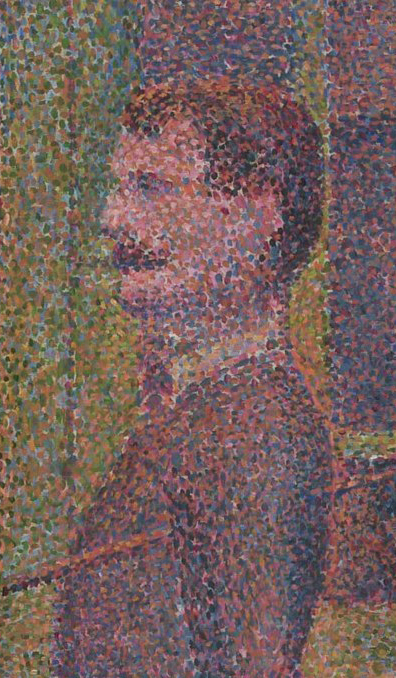
조르주 쇠라의 《서커스 공연》 (1888년)에서 쓰인 점묘법

점묘법(한국 한자: 點描法, 영어: pointillism)은 회화 등에서 선 대신 점 집합과 매우 짧은 터치로 표현하는 기법이다. 점묘주의(點描主義)라고도 한다.
1886년 프랑스의 화가 조르주 쇠라와 폴 시냐크가 인상주의의 한 기법으로 창안하였다. '점묘법'이라는 용어 자체는 1880년대 후반에 이르러 예술평론가들이 동일 기법을 사용한 작가들을 아우르기 위해 만든 용어로서, 처음에는 다소간 폄하하는 의미를 담았으나 현재는 그러한 속뜻 없이 널리 일컬어진다. 쇠라는 점묘법을 이용해 신인상주의라는 새로운 사조를 열었으며, 점묘법에서 패턴으로서 상을 맺는 방식에서 영감을 얻되 보다 넓은 정방체의 붓터치로 대체한 색채분할주의 (Divisionism)라는 개념도 등장하였다.

## 기법
점묘법은 보는 사람의 시각과 인식을 통해 색점들을 더 넓은 색감으로 혼합시키는 방식에 의존하고 있다. 이는 기술적인 면에서 한층 더 접근한 색채분할주의와 연관이 있다. 색채분할주의는 색 이론과 관련이 있는 반면, 점묘법은 물감을 칠하는 데 사용되는 특유의 붓터치에 더 중점을 두고 있다. 점묘법은 오늘날 제대로 실천하고 활용하는 사람은 거의 없는 기법으로, 조르주 쇠라, 폴 시냐크, 앙리에드몽 크로스의 작품에서 찾아볼 수 있다.

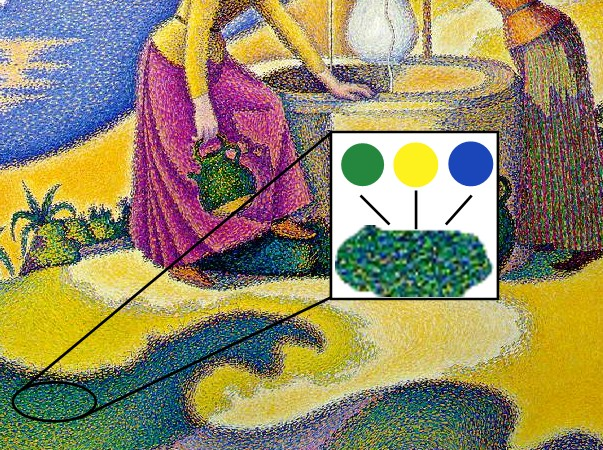
폴 시냐크의 《우물가의 연인》 (1892년, 오르세 미술관 소장). 점묘법의 구성원리를 보여주고 있다.

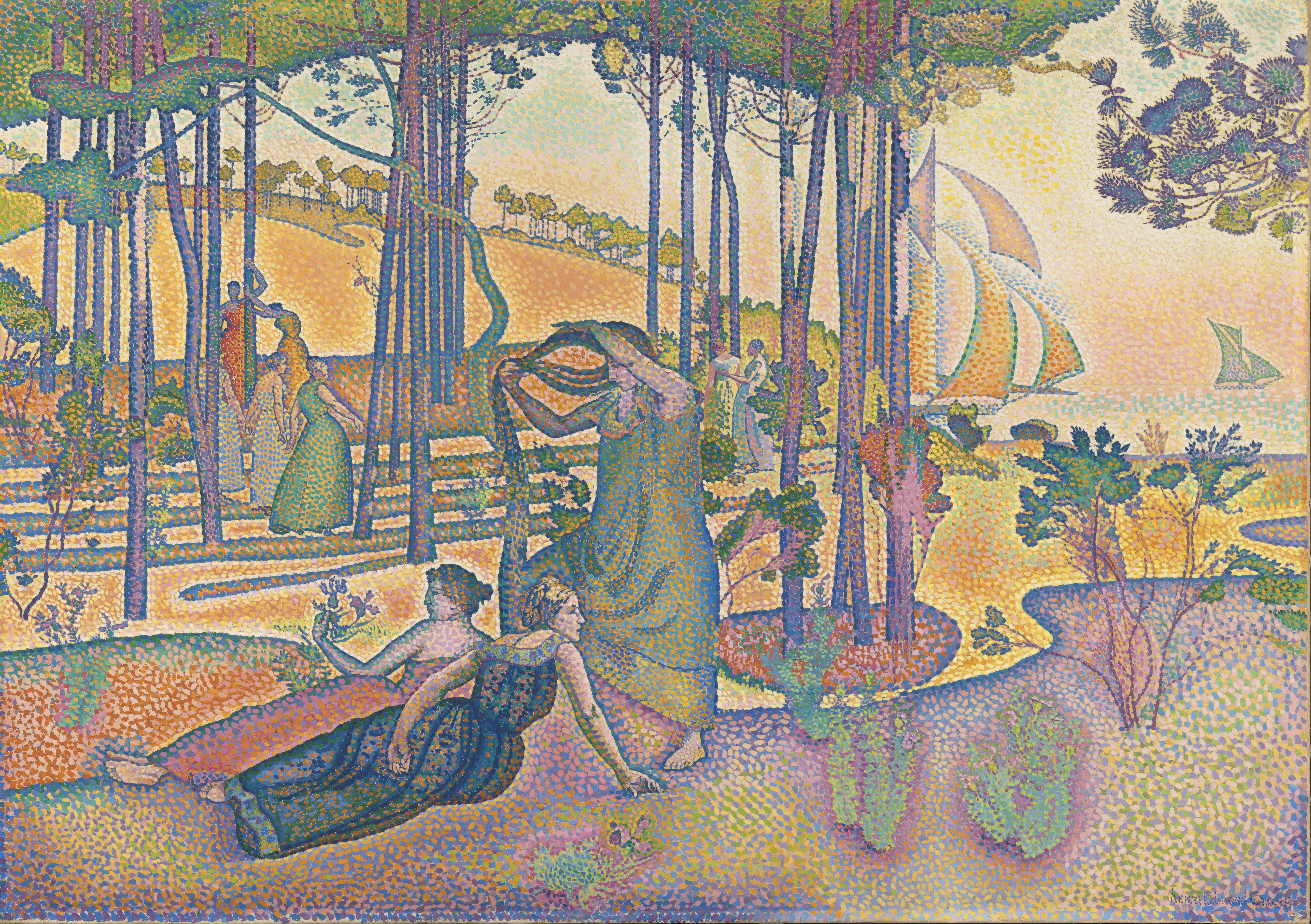
앙리에드몽 크로스의 《저녁의 미풍》 (1893년경, 오르세 미술관 소장)

1905년~1907년 로베르 들로네와 장 메챙제는 '점'보다는 좀 더 큰 상자나 '큐브'로 색을 나눈 색채분할주의 양식의 회화를 시도하였다. 각각의 크기와 방향에 따라 그림에 리듬감을 부여하면서도 크기와 배치에 따라서는 색감이 달라지는 방식이었다. 이러한 색채분할주의는 폴 시냐크나 앙리에드몽 크로스의 선입견을 뛰어넘는 중요한 단계로 평가된다. 1906년 예술평론가 루이 샤스방은 두 기법간의 차이를 인지하고 '큐브'라는 단어로 표현하였는데 이는 나중에 루이 보셀이 큐비즘 (입체주의)이란 용어를 창안하는 데 일조하게 된다. 당시 샤스방은 이렇게 평가하였다.
장 메쳉제는 시냐크와 같은 모자이크 작가이면서도 색 큐브를 보다 정밀하게 자르고 있어 기계적으로 만들어진 것처럼 보인다 [...].

## 원리
점묘법은 그간 회화에서 팔레트에 안료와 물감을 섞어 색을 만드는 전통적인 기법과는 상당히 대조적인 원리에 기반한다. 시안, 마젠타, 옐로, 블랙의 4원색 (CMYK)을 섞어 수많은 색상을 자아내는 것으로 오늘날 프린터기의 원리와도 같다. 텔레비전 화면이나 컴퓨터 모니터 역시 레드, 그린, 블루의 3원색 (RGB)으로 수많은 색으로 된 화상을 구성하는데 이 역시 같은 원리다.
스크린에서의 4원색 원리는 기본적으로 원색이 빛으로 되어 있어, 레드, 그린, 블루의 3원색이 전부 합쳐지면 화이트가 되는 가산혼합 방식이다. 반면 회화에서는 색을 섞으면 섞을수록 색상이 검어지는 감산혼합 방식이다. 다만 점묘법을 쓴 회화의 경우에는 통상적인 가산혼합보다 더 밝게 느껴질 수 있는데, 이는 안료 자체가 섞여 있는 것은 아닐 뿐더러 점과 점 사이에 드러나는 흰색 캔버스 표면이 드러나면서 함께 혼합될 수 있기 때문이다.
점묘법에서 색상혼합을 위해 점을 찍는 듯한 붓터치 기법은 전통적으로 질감을 드러내는 데 쓰이는 붓터치와는 방법이 다르며 기존의 질감 드러내기를 사용할 수 없는 면이 있다. 점묘법에 사용되는 물감은 유화 물감을 쓰는 경우가 많은데, 다른 물감도 쓸 수 있지만 유화물감은 묵직하고 탄탄해서 흐르거나 번지지 않는 경향이 있기 때문에 많이 선호된다.

## 음악
점묘주의는 20세기 음악 작곡기법에도 적용되었다. 1880년대에 조르주 쇠라에 의해 고안된 그림으로 표시된 기보법으로서, 색깔은 점들과 짧은 선들의 모자이크로 표현되고, 그 점들은 색깔과 빛의 진동부분으로 바뀌도록 나타내었다. 점묘주의란 용어는 안톤 베베른의 음악에서 처음으로 사용되었고 이는 각각의 점들이 그 음색·강약 및 명료도(articulation)를 지니고 있어 상대적 고립이나, 일시적인 조화로써 청취된다. 미학적인 면에서 이러한 음들은 거대한 음악적 구조에서 들려지거나, 밀착시켜 나가는 형태에서 잘 조화될 수 있다. 이러한 작곡 기법을 그대로 '점묘주의'라 칭하거나 독일어로 '클랑파르벤멜로디' (Klangfarbenmelodie)라 칭한다.

## 대표 작가

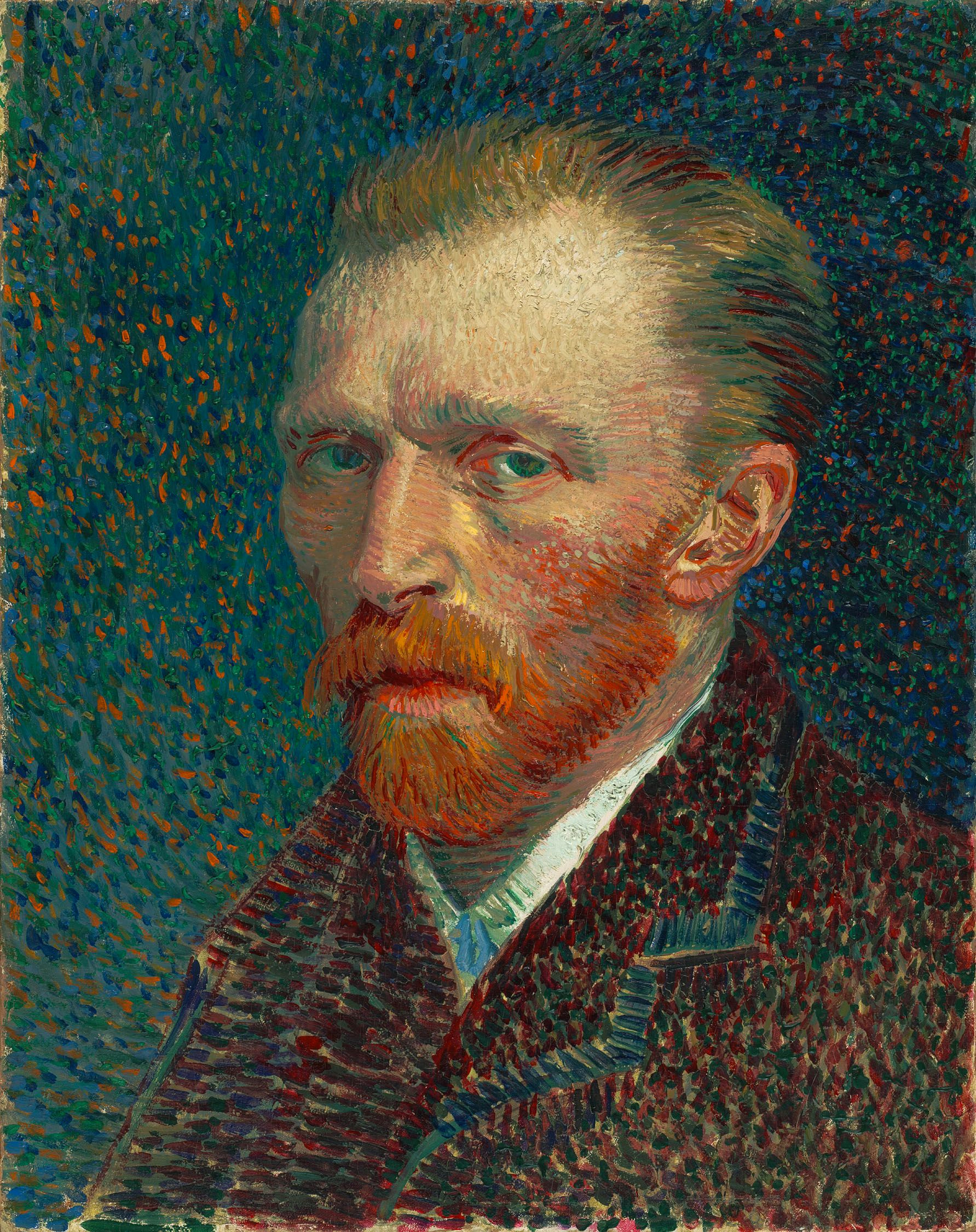
점묘법을 활용한 빈센트 반 고흐의 《자화상》 (1887년)

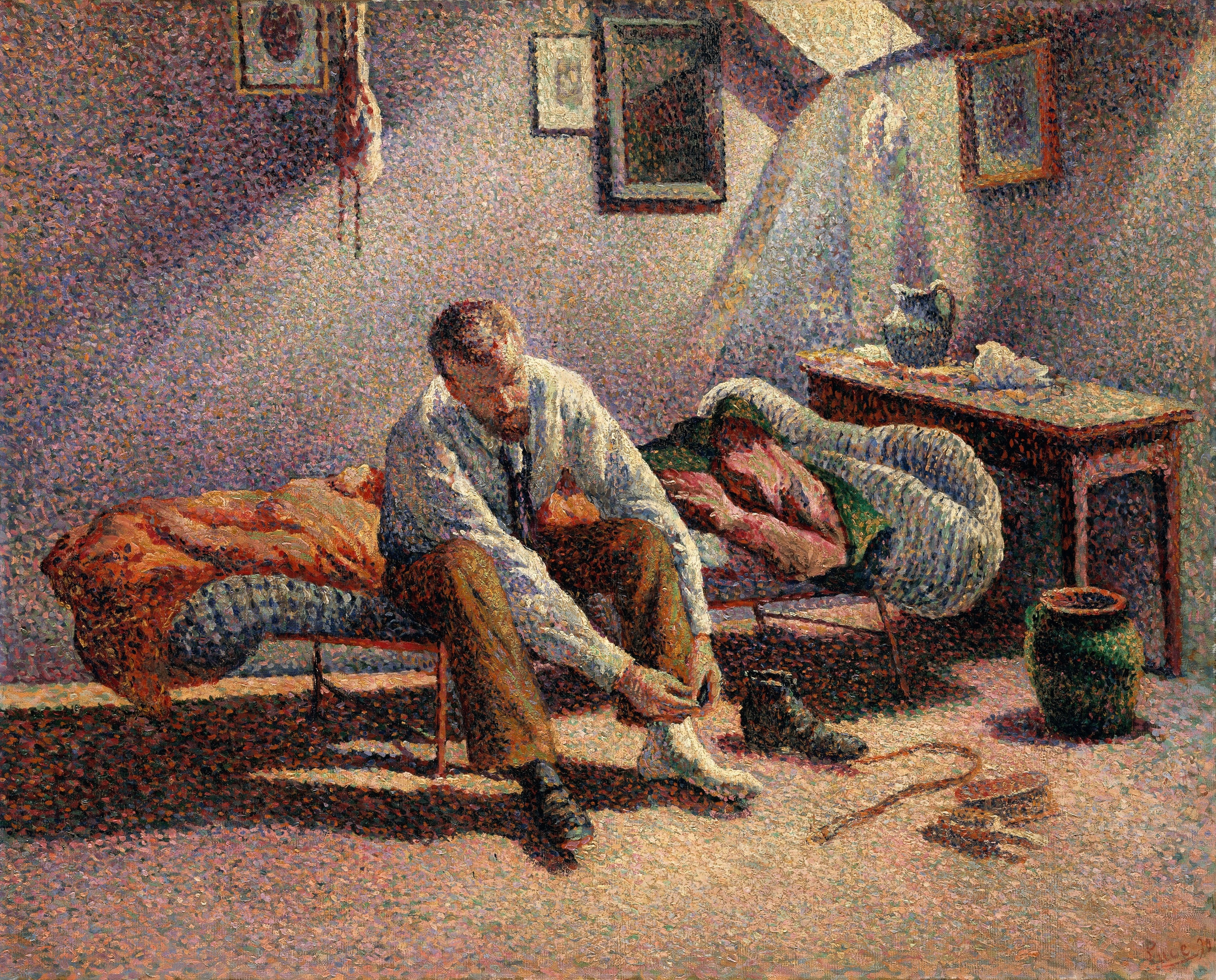
막시밀리앙 뤼스의 《아침, 내부》 (1890년)

- 조르주 쇠라
- 샤를 앙그랑
- 척 클로즈
- 앙리에드몽 크로스
- 앙리 들라발레
- 알베르 뒤부아피예
- 루이스 파비앙
- 조르주 레멘
- 막시밀리앙 뤼스
- 장 메챙제
- 카미유 피사로
- 존 로이
- 폴 시냐크
- 빈센트 반 고흐
- 테오 판 리셀베르허
- 이폴리트 프티장
- 얀 토로프
- 알프레드 윌리엄 핀치
- 게일 D. 존스

## 대표작

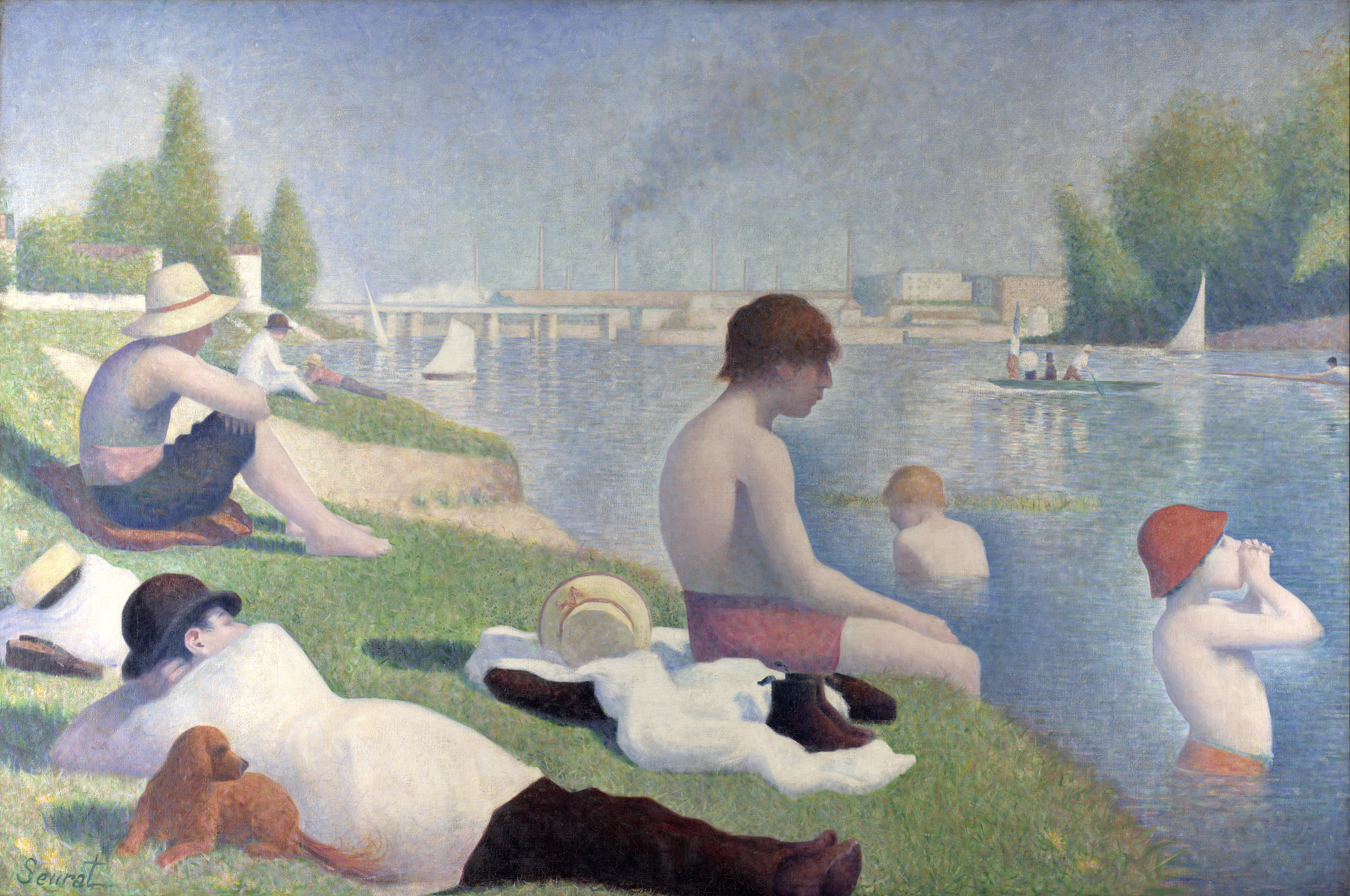
조르주 쇠라, 《아스니에르의 물놀이》 (1884년), 캔버스에 유화, 201 × 301 cm, 런던 내셔널 갤러리 소장
조르주 쇠라, 《그랑드자트섬의 일요일 오후》 (1884–1886년), 캔버스에 유화, 207.6 x 308 cm, 시카고 미술관 소장
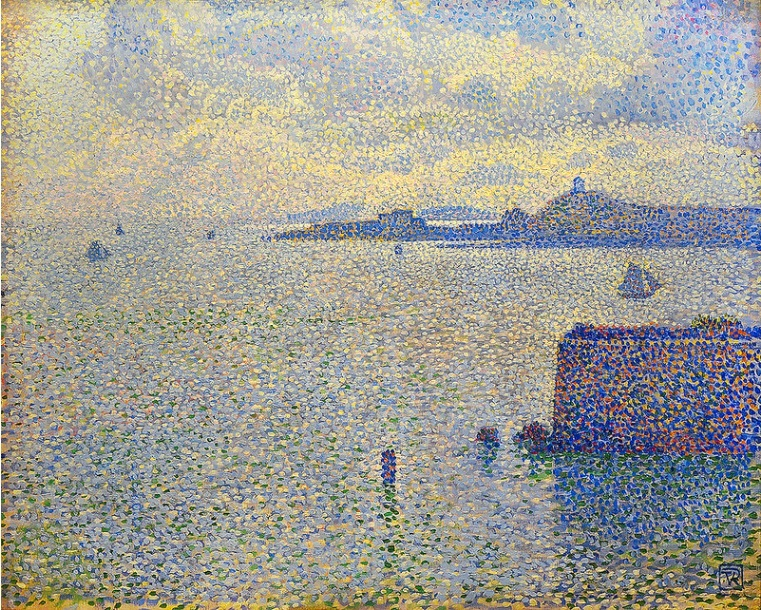
테오 판 리셀베르허, 《돛단배와 하구》 (1887), 캔버스에 유화,  50.2 x 61 cm, 오르세 미술관 소장
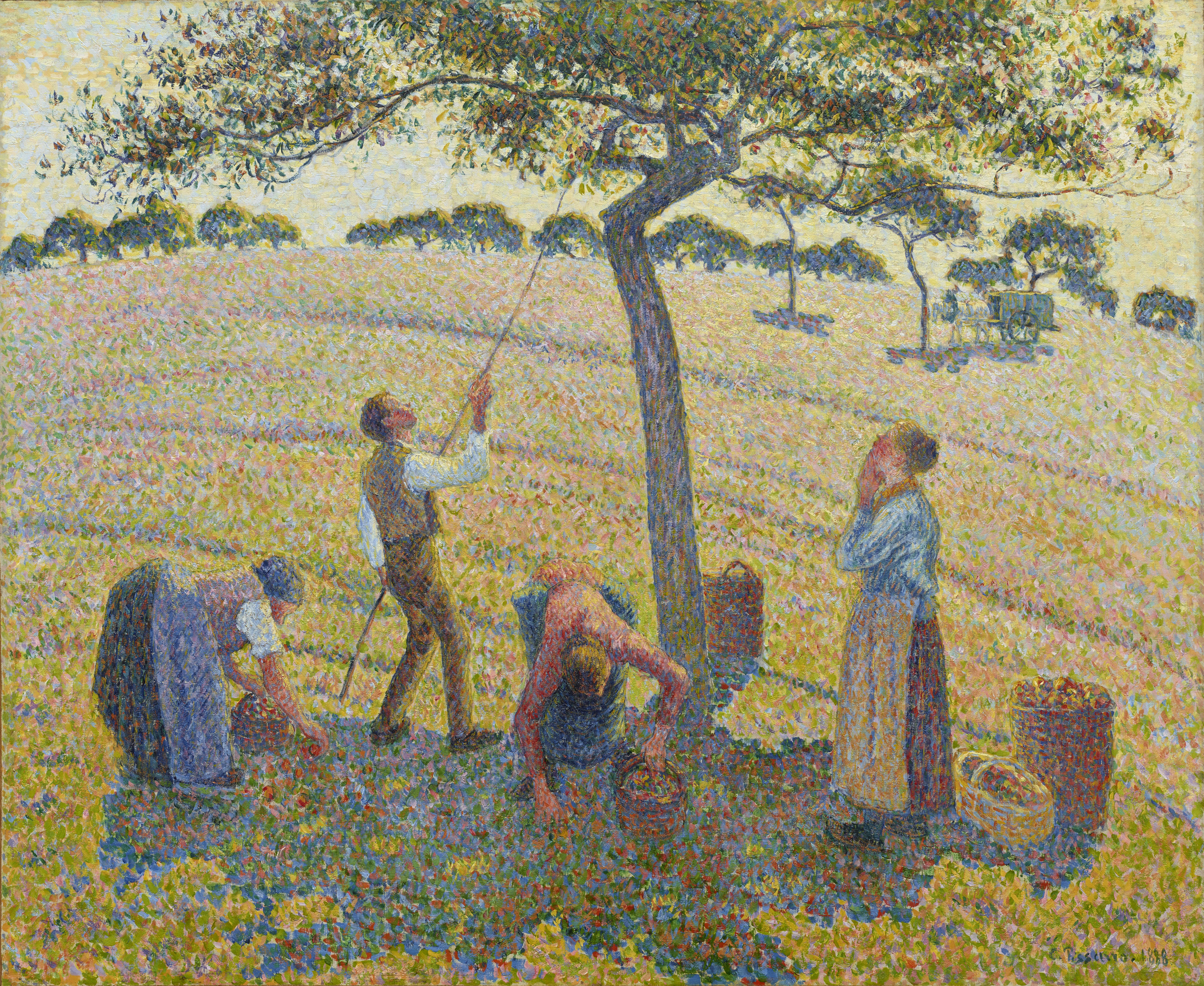
카미유 피사로, 《사과 수확》 (1888년), 캔버스에 유화, 61 x 74 cm, 댈러스 미술관 소장
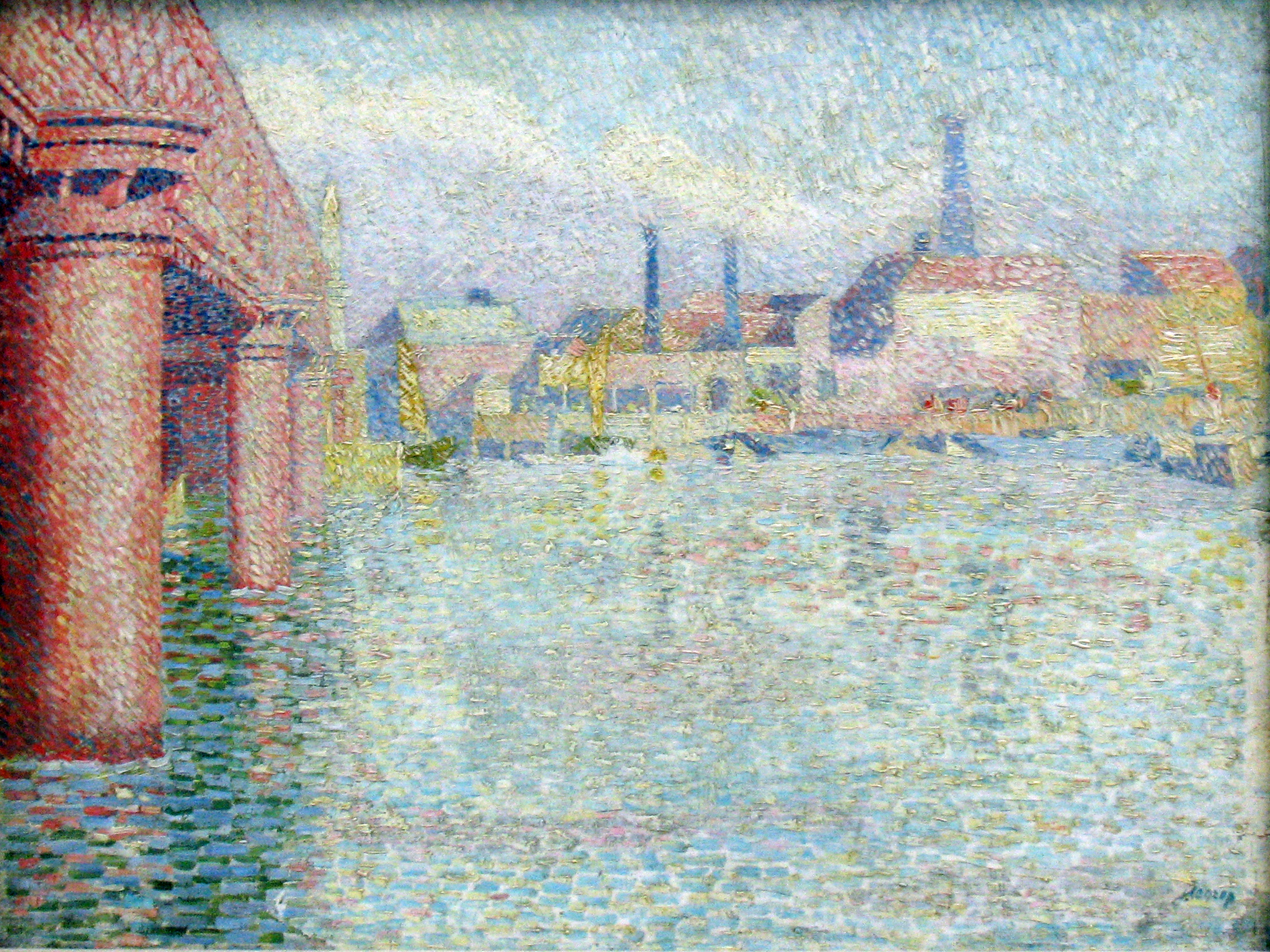
얀 토로프, 《런던의 다리》 (1889년), 크뢸러뮐러 박물관 소장
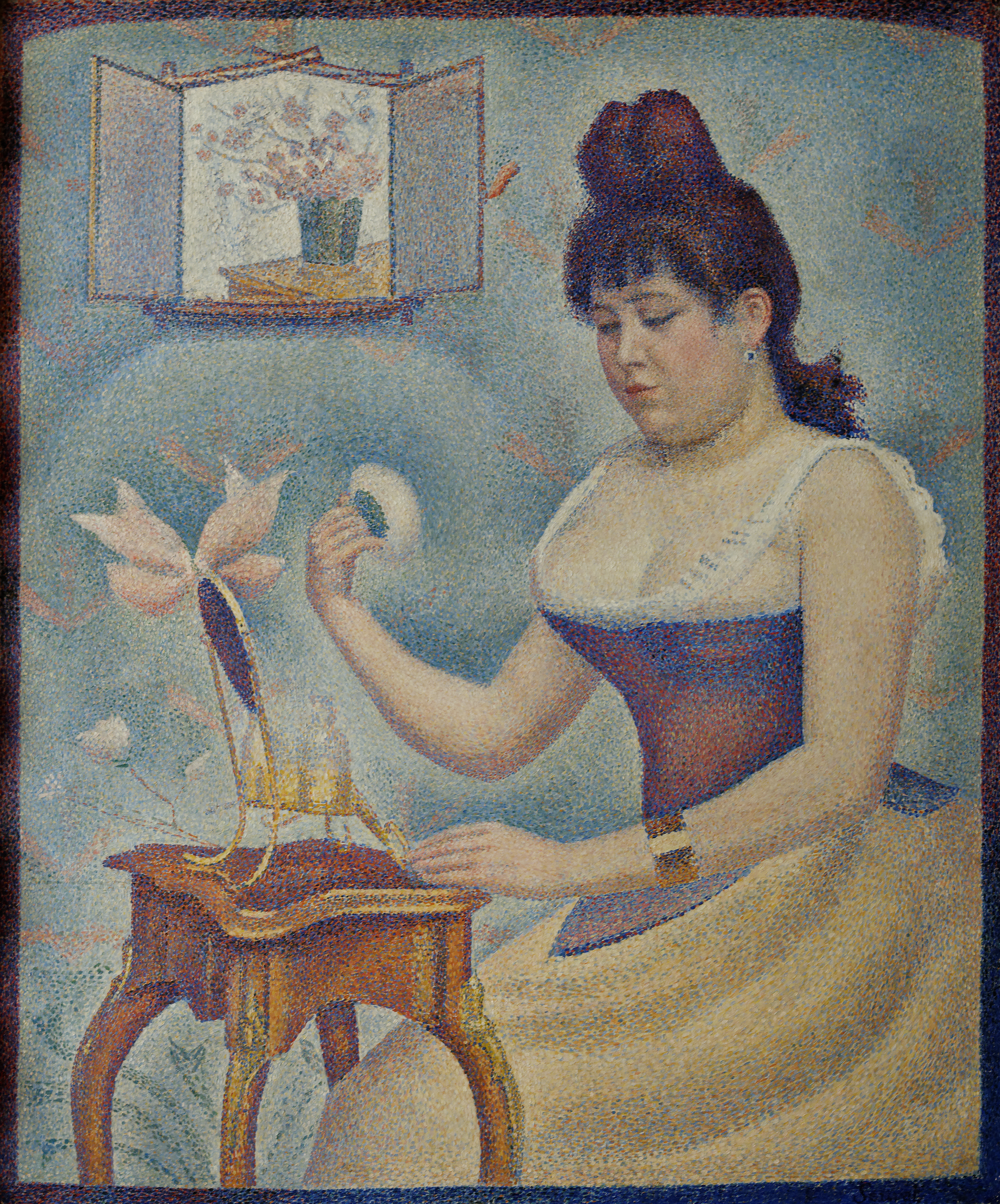
조르주 쇠라, 《분칠하는 여인》 (1889년-1890년경), 코톨드 갤러리 소장
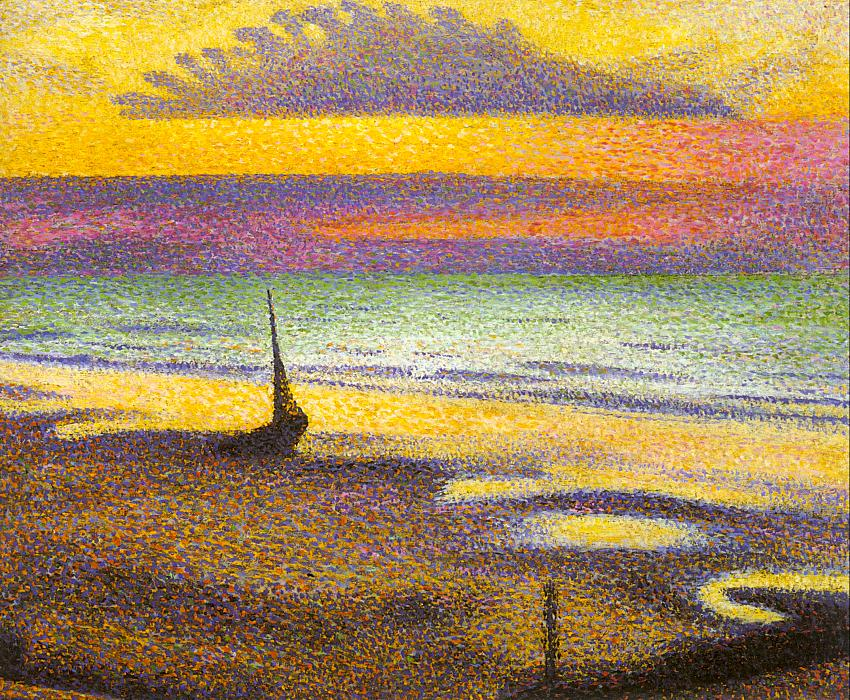
조르주 레멘, 《하이스트의 해변》 (1891년-1892년경), 파리 오르세 미술관 소장
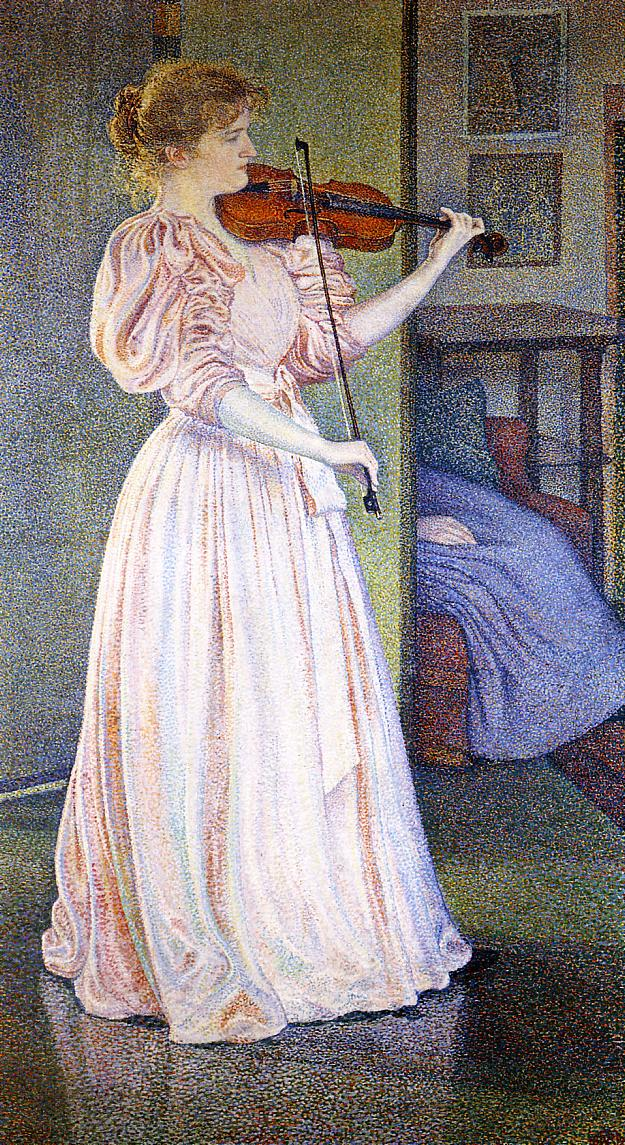
테오 판 리셀베르허, 《이르마 세트의 초상》 (1894년)
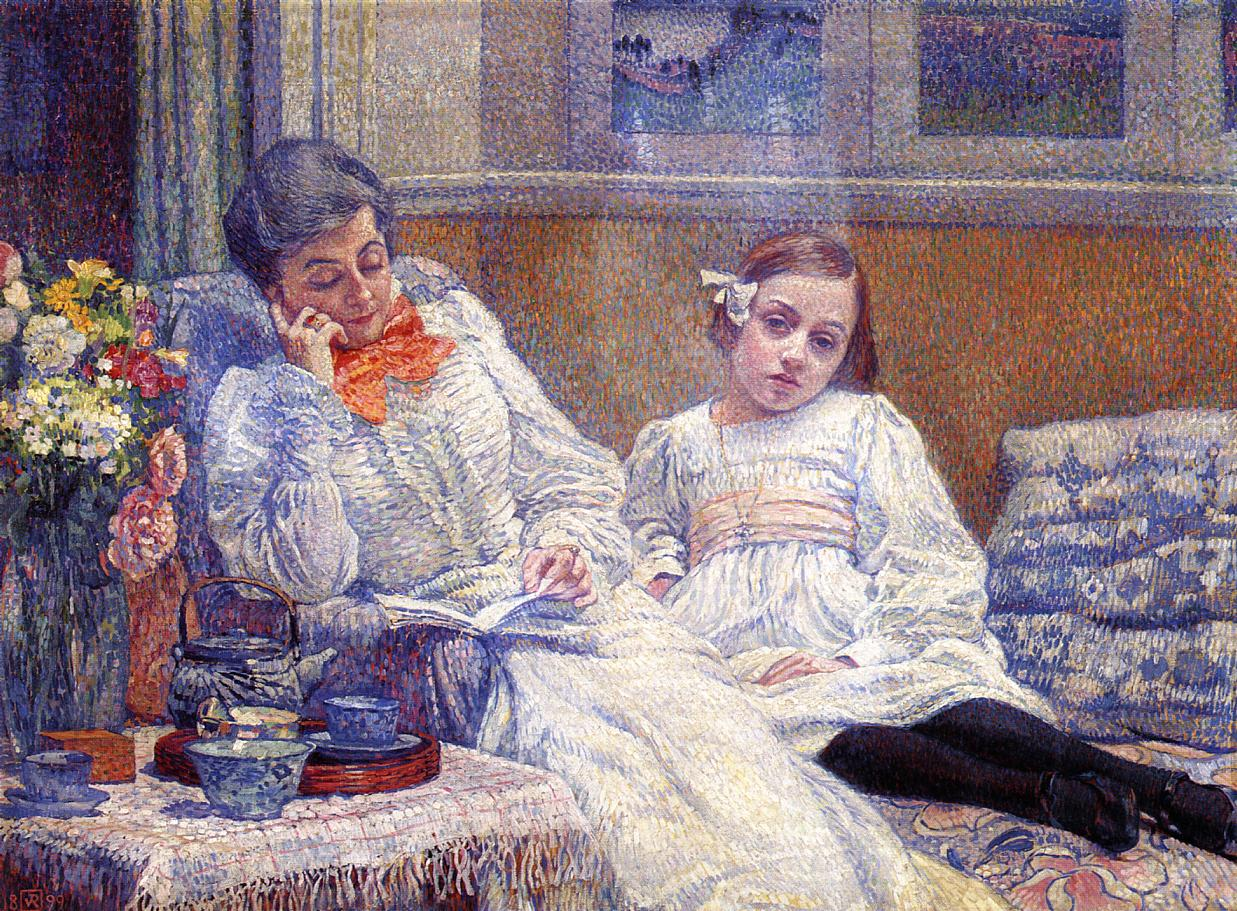
테오 판 리셀베르허, 《아내 마리아와 딸 엘리자베스》 (1899년)
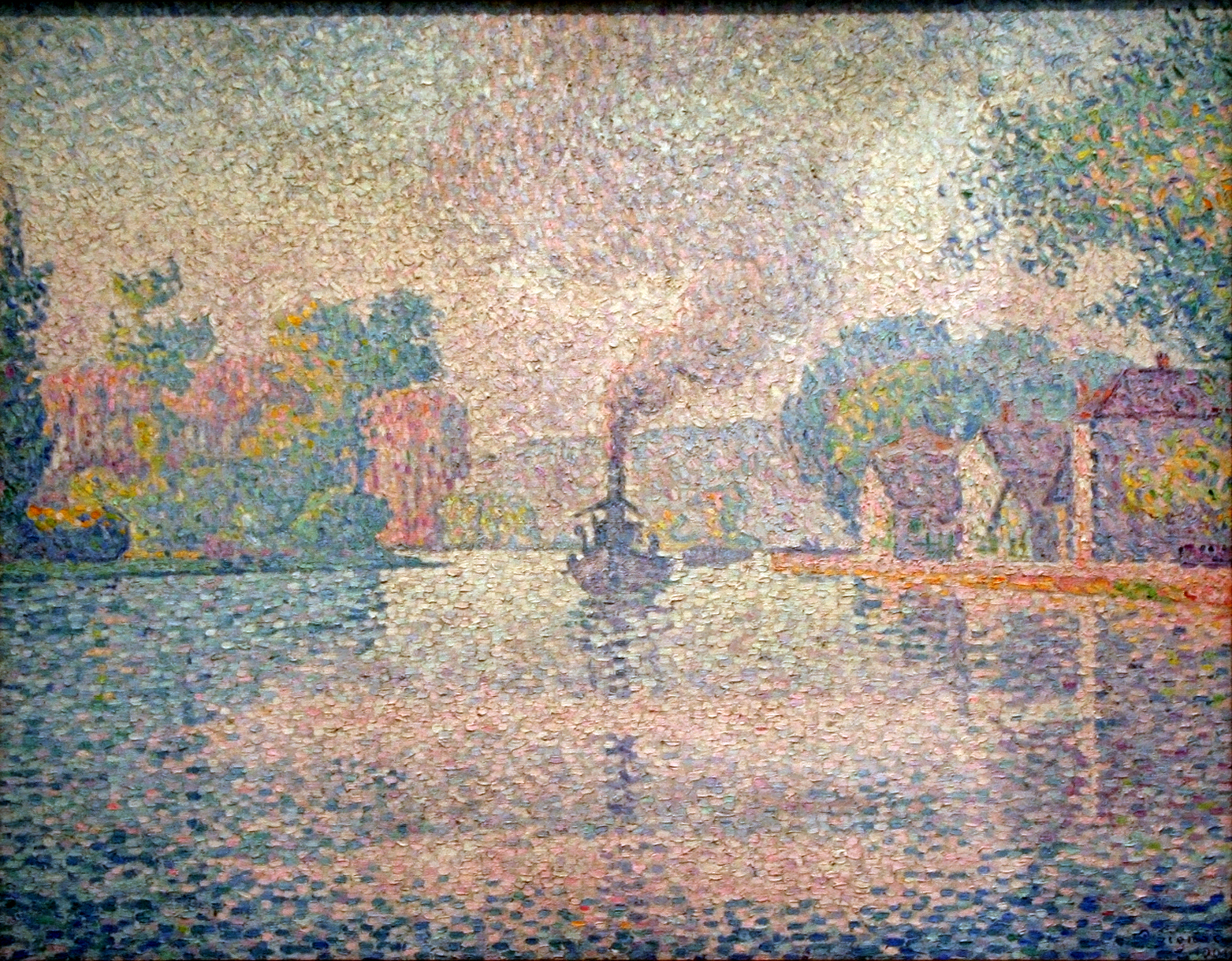
폴 시냐크, 《센강의 증기선 리롱델》 (1901년), 캔버스에 유화, 프라하 국립 미술관 소장
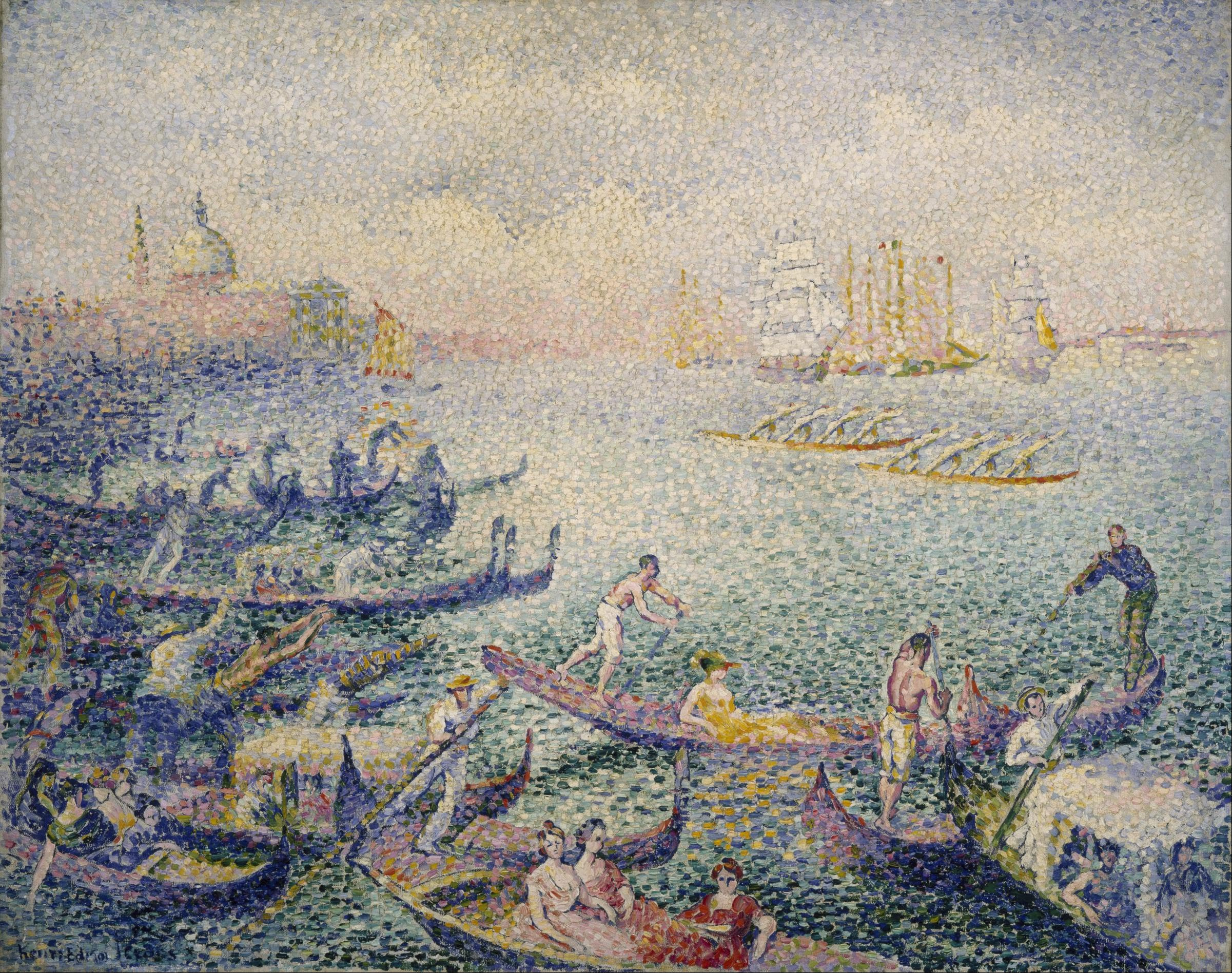
앙리에드몽 크로스, 《베네치아의 보트 경주》 (1903년~1904년), 캔버스에 유화, 73.7 x 92.7 cm, 휴스턴 미술관 소장
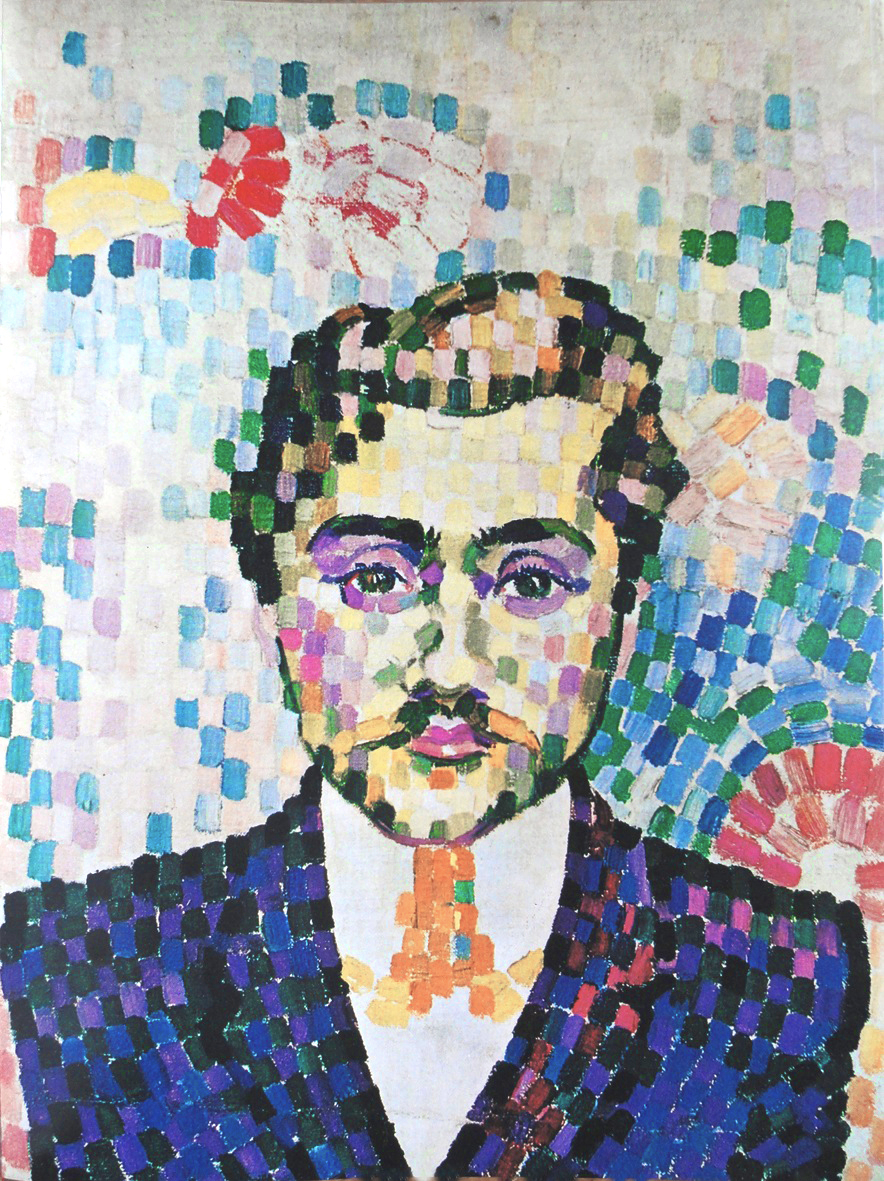
로베르 들로네, 《메챙제의 초상》 (1906년), 캔버스에 유화, 55 x 43 cm
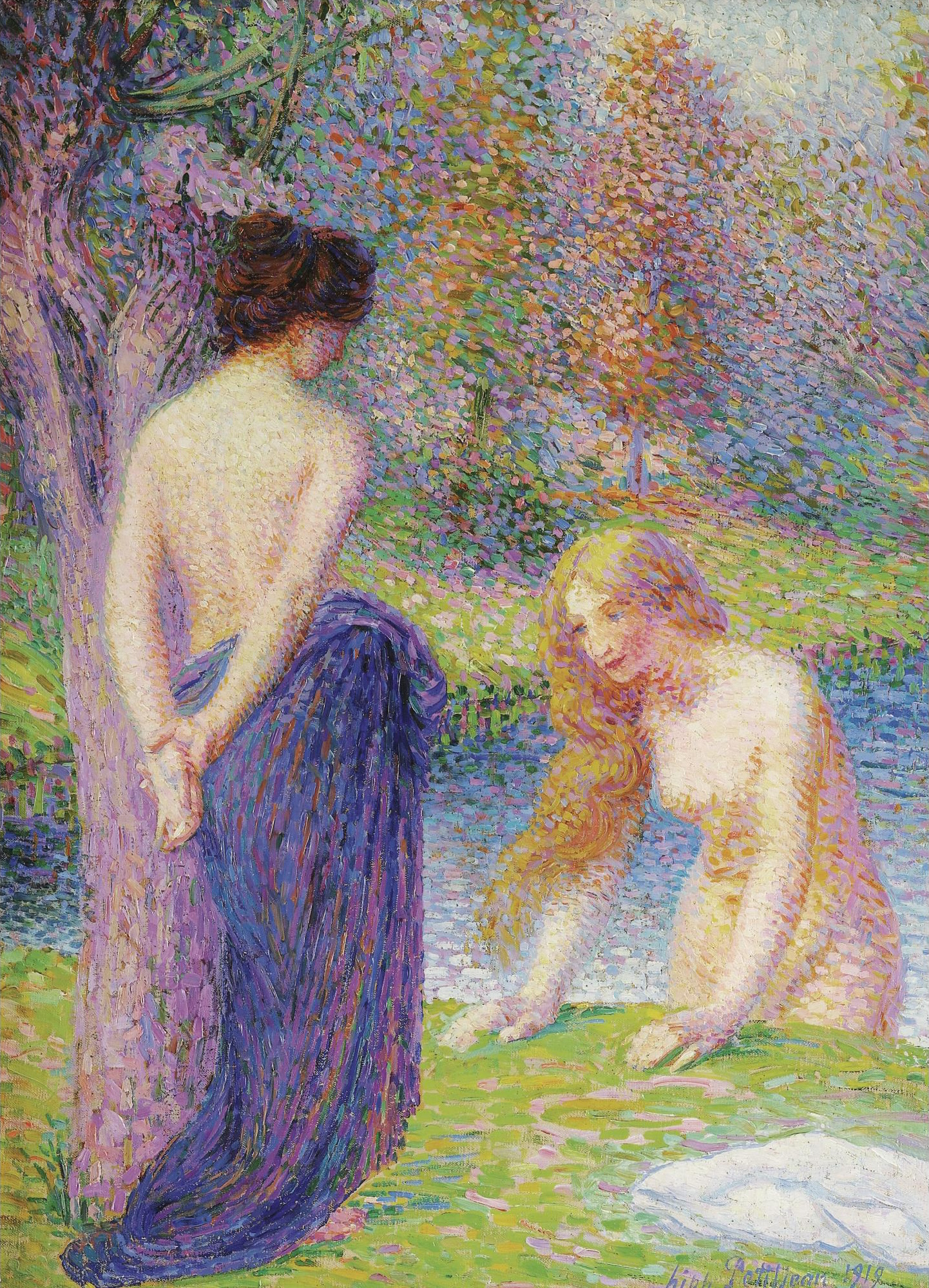
이폴리트 프티장, 《목욕하는 여인》 (1919년), 캔버스에 유화, 61.1 X 46 cm, 개인 소장

## 같이 보기
- 망점
- 점묘 판화
- 픽셀 아트
- 현대 오스트레일리아 원주민 미술 - 오스트레일리아 원주민 미술에서 영향을 받은 사조로서 점묘법과 닮았다.